# Renaissance Tropica
Der Renaissance Tropica (später: Xebra/Zebra Model Z Roadster) ist ein vollelektrischer zweisitziger Personenkraftwagen aus dem Jahre 1995, das von Jim Muir entworfen und in Florida produziert wurde.

## Technische Daten
Das Fahrzeug verfügt über ein geschweißtes Aluminium-Monocoque und ein Gesamtgewicht von ca. 998 kg (Prototypen-Werte, die Serienversion sollte 200 kg weniger wiegen). Insgesamt 12 Batterien mit einer Spannung von 6 Volt und eine Kapazität von 156 Ah sind mittig im Fahrzeug verbaut und können herausgenommen werden. Die Reichweite betrug in einem Prototypen-Test von Car & Driver ca. 61 km, spätere Besitzer der Vorserienfahrzeuge berichten von etwa 83 km Reichweite. Geladen wird das Fahrzeug ausschließlich über das haushaltsübliche 110-Volt-Stromnetz, ein Ladezyklus dauert ca. 6–8 Stunden.
Angetrieben wird der Tropica von zwei Gleichstrom-Elektromotoren mit einer Leistung von jeweils 24,5 SAE-PS, vermittelt über einen Zahnriemen. Das Fahrzeug verfügt weder über Getriebe noch über ein Differential. Es ist nicht möglich, Energie bei Bergabfahrten oder zwecks Verringerung der Fahrgeschwindigkeit zu rekupieren. Auch verfügt das Fahrzeug aus Gründen der Gewichtsersparnis über keine Klimaanlage, Seitenfenster oder Türschlösser. Die Höchstgeschwindigkeit liegt bei ca. 91 km/h, von 0 auf 48 km/h benötigt das Fahrzeug 5,2 Sekunden. Der anvisierte Verkaufspreis für die erste Kleinserie von 1.200 Fahrzeugen lag bei 11.250 US-Dollar pro Stück (inflationsbereinigt etwa 20.147 US-Dollar im Jahre 2018).

## Fertigung
Eine Vorserie von insgesamt 16 Fahrzeugen wurde produziert und bei verschiedenen Händlern in deren Schauräumen ausgestellt. Zu einer Serienproduktion kam es jedoch nicht, da die zweite Finanzierungsrunde scheiterte. Die Firma wurde anschließend vom Schauspieler Don Johnson gekauft, in Xebra Motors Inc. umbenannt und sollte auf dem Gelände des ehemaligen militärischen Flugplatzes in Alameda (Kalifornien) ihre Produktion fortsetzen, wozu es schließlich nicht kam. Das Fahrzeug wurde in Model Z Roadster umbenannt. In Johnsens Fernsehserie Nash Bridges hatte das Fahrzeug einen Gastauftritt (Staffel 4, Folge 17).

## Trivia
Der Tropica ist Vorläufer des von AC Propulsion produzierten Roadster tzero, der wiederum als Inspiration für Teslas erstes Serienfahrzeug, den Tesla Roadster, gelten kann. Seit 2014 ist die Historic Electric Vehicle Foundation im Besitz eines Tropica und stellt dieses Modell  in ihrem Route 66 EV Museum in Kingman (Arizona) zur Schau.